# Karná
Karná (em húngaro: Kiskárna) é um município da Eslováquia, situado no distrito de Humenné, na região de Prešov. Tem 10,21 km² de área e sua população em 2018 foi estimada em 455 habitantes.

## Demografia
| Ano:        | 1994 | 2004   | 2014   | 2024 |
| ----------- | ---- | ------ | ------ | ---- |
| Broj ljudi: | 435  | 447    | 457    | 457  |
| Razlika:    |      | +2,75% | +2,23% | +0%  |

| Ano:               | 2023 | 2024   |
| ------------------ | ---- | ------ |
| Número de pessoas: | 461  | 457    |
| Diferença:         |      | -0,86% |